# Бријатекст
Бријатекст (фр. Briatexte) насеље је и општина у јужној Француској у региону Миди Пирене, у департману Тарн која припада префектури Кастр.
По подацима из 2011. године у општини је живело 1973 становника, а густина насељености је износила 131,53 становника/km². Општина се простире на површини од 15 km². Налази се на средњој надморској висини од 150 метара (максималној 294 m, а минималној 119 m).

## Демографија
| 1962. | 1968. | 1975. | 1982. | 1990. | 1999. | 2011. |
| ----- | ----- | ----- | ----- | ----- | ----- | ----- |
| 1.340 | 1.546 | 1.791 | 1.865 | 1.800 | 1.662 | 1.973 |

График промене броја становника у току последњих година